# Лёд XV

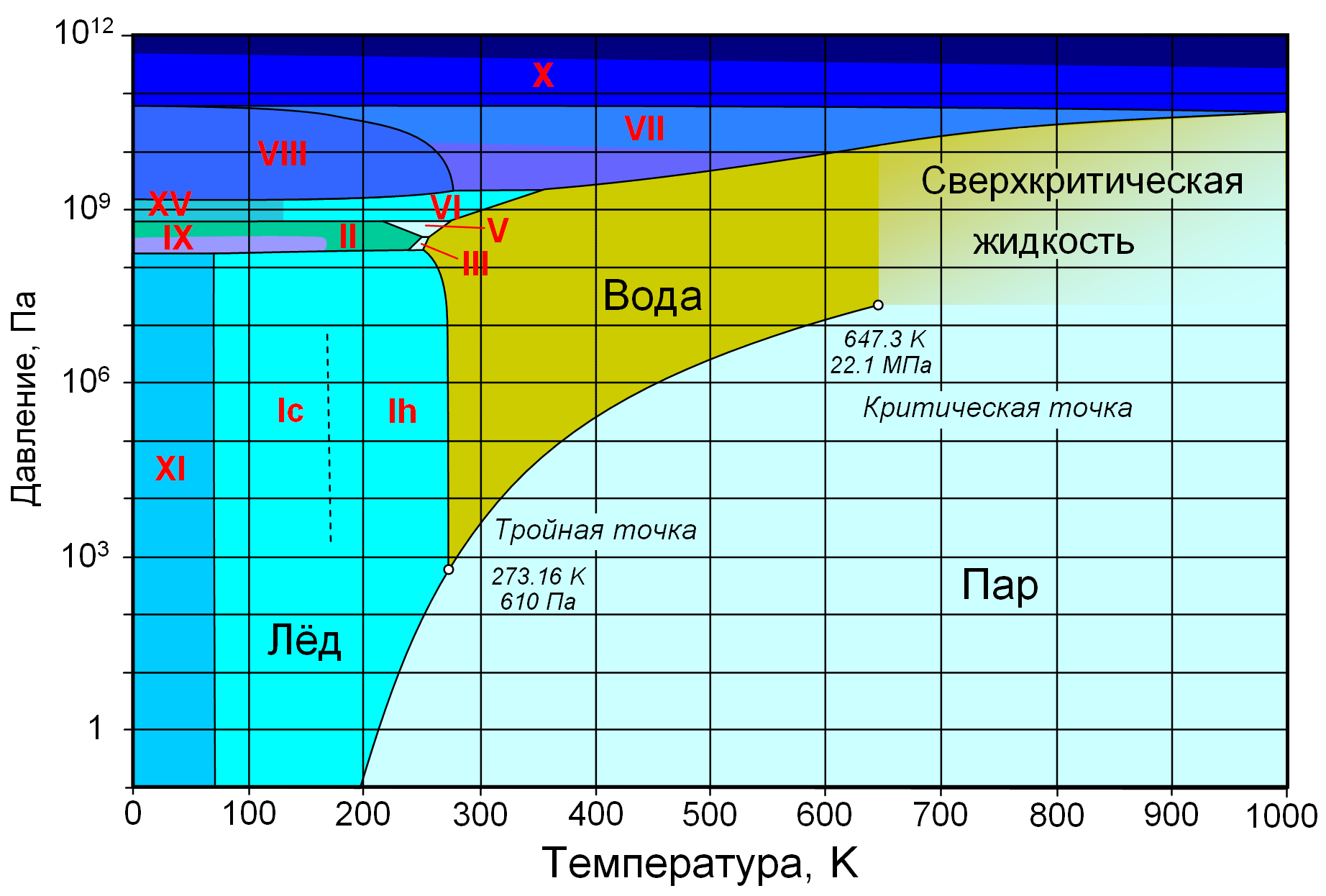
Фазовая диаграмма воды

Лёд XV — псевдоромбическая кристаллическая разновидность льда, которая является формой льда VI с упорядоченным расположением протонов.
Лёд XV был впервые получен экспериментально при медленном охлаждении льда VI (с примесью дейтерированной HCl в концентрации 0,01 моль/л).
Выяснилось, что лёд XV термодинамически стабилен при температурах ниже −143 °C (130 K) и давлении от 0,8 до 1,5 ГПа. Лёд XV имеет тройные точки со льдом VI и льдом II (130 K, 0,8 ГПа), и льдом VI и льдом VIII (130 К, 1,5 ГПа). Показано, что он является антисегнетоэлектриком.
Лёд XV должен обладать плотностью 1,30 г/см³ при атмосферном давлении.